# 讓愛傳出去 (電影)
《讓愛傳出去》（英語：Pay It Forward），是一部2000年的美國戲劇電影，改編自凯瑟琳·赖安·海德(Catherine Ryan Hyde)的同名小說，由咪咪·莱德执导，凯文·史派西、海倫·亨特、海利·乔·奥斯蒙特主演。

## 劇情
故事從一個記者開始，一名記者在採訪一個與挾持歹徒對峙的警察的時候，他的車被逃逸歹徒開車撞爛，而所有警察都跑去追歹徒，正當他煩惱如何回家的時候，一名跟他毫不相識的律師索森先生突然現身並表示想幫他的忙，剛開始他以為那名律師只想是載他回家，沒想到他的幫忙竟然是直接送一台自己的車給他，而且還是市價約10萬美金的積架，這使得記者百思不解，認為背後一定有什麼玄機，但索森先生說完全沒有，就當作是陌生人之間的慷慨饋贈，並且跟他要了一張名片後離去，而記者在毫無選擇的情況下選擇接受這個禮物。
在記者那一方面，原本當初半信半疑的認為索森先生只是好心借他車子開回家，但當他收到車子已經過戶到他名下的通知的時候，更讓他百思不解，想要了解他的用意，但他的回答卻是「照著做，讓愛傳出去」，這讓他激起對這條新聞的決心。
追問之後才發現，原來幾天前的半夜他患有氣喘病的女兒去了醫院，等了4個小時卻等不到醫生，而到場的護士卻處理比他晚到而且身受刀傷的帕克先生，帕克先生看到這種情況決定跳出來幫忙，在與護士的爭執後，他拿出一把槍對地開了兩槍以示不滿，最後索森先生的女兒獲得了協助，而對地開槍的帕克先生卻被函送，當他感謝他的時候，帕克先生只要用以一種方式回報他，就是他所說的「讓愛傳出去」。
記者查到帕克先生，但他不肯透漏，並表示他要一年後才能假釋，當他離去的時候，記者就想到了一個方法可以使他透漏實情——讓他提前假釋，於是他找了州長，以他過去的把柄交換提前假釋。
獲得提前假釋的帕克先生終於肯透漏實情，他說某天晚上在商店搶了一台收音機，正當著急的想著如何躲避警察時，一名老婆婆開車現身替他解圍。
記者又追查到了老婆婆，記者看到老婆婆住所，破舊不堪，之後他開始詢問有關於讓愛傳出去的事情，老婆婆說他有一個跟關係降到冰點的女兒，已經3年，有一天她突然前來拜訪，老婆婆不以為意，而真正使他們的關係破冰並且讓愛傳出去的關鍵點是女兒親口跟她說她原諒自己的母親，因為她女兒小時候也是跟她一樣過著同一個生活，並互相承認對方的脆弱，老婆婆還要求她想看她的孫子，她女兒以不喝酒為前提答應這個要求。
而當她問起，為何什麼事情讓她如此有重大的轉變。她女兒於是提到了她正讀七年級的兒子：崔弗爾以及他新上任的社會科老師，尤金在學期初給予的報告題目：想辦法改變這個世界。而崔弗爾決定的題目就是無償的幫助三個人，並要求這三個人得到幫助的恩情傳達給另外三個需要幫忙的人。而最後這個計劃在記者對小孩的採訪中成功了。
崔佛的第二和第三個計劃是幫助自己的母親和老師。他把自己的老師介紹給母親，希望兩個人可以在一起，但是人與人之間的心靈契合並不是只要把兩個人『送作堆』就可以了。不過透過這一次與老師聊天的機會，母親了解了崔佛'讓愛傳出去'的計劃，母親驚訝地發現，崔佛在自己忙於工作而疏於照料的期間，成長為一個體貼、善解人意的少年，這是作為母親最大的驕傲，她決定幫助兒子實現他的計劃。

## 获奖情况
- 青年艺术家奖  2001年
  - 故事片最佳表演 - 最佳电视影片男主角 （提名） 海利·乔·奥斯蒙
- 百视达巨星奖 2001年
  - 最喜爱的男配角 - 戏剧/浪漫 海利·乔·奥斯蒙
  - 最具人气女明星 - 戏剧/浪漫 （提名） 海伦·亨特
  - 最具人气男明星 - 戏剧/浪漫 （提名） 凯文·史派西

## 外部連結
- 互联网电影数据库（IMDb）上《讓愛傳出去》的资料（英文）
- 爛番茄上《讓愛傳出去》的資料（英文）
- Box Office Mojo上《讓愛傳出去》的資料（英文）